# Wolfgang Zikmund z Orsini-Rosenbergu
Wolfgang Zikmund z Orsini-Rosenbergu (německy Wolfgang Sigismund von Orsini-Rosenberg, 16. dubna 1682, Vídeň – 18. dubna 1739, Thalenstein u Niedertrixenu, Völkermarkt) byl rakouský šlechtic z rodu Orsini-Rosenbergů v Korutanech, (od roku 1684) říšský hrabě, svobodný pán na Lerchenau a Graferensteinu. V letech 1728 až 1734 zastával úřad korutanského zemského hejtmana.

## Život
Wolfgangus Sigismundus Carolus Josephus se narodil ve Vídni jako syn císařského důstojníka, hraběte Josefa Parida z Orsini-Rosenbergu (1651-1685).
Wolfgang Zikmund studoval filozofii ve Vídni a práva v Praze, později též v Leidenu. V letech 1701 až 1703 absolvoval obšírnou kavalírskou cestu. Po návratu se stal komorníkem císaře Josefa I. a v roce 1716 císaře Karla VI.
Po svatbě v roce 1721 se přestěhoval do Korutan, kde žil v Klagenfurtu a na hradě Haimburg. V roce 1722 byl zvolen za zástupce korutanských stavů. V roce 1724 se stal císařským komorníkem a tajným radním. V roce 1728 byl jmenován korutanským guvernérem. Na rozdíl od dřívější praxe doživotního jmenování, udělil mu Karel VI. stejně jako jeho předchůdce, tento úřad pouze na pět let. V roce 1733 byl hrabě Orsini-Rosenberg zvolen korutanským purkrabím.
Hrabě Wolfgang Zikmund Orsini-Rosenberg zemřel 18. dubna 1739 dva dny po svých 57. narozeninách, na hradě Thalenstein a byl pohřben v kapli sv. Xavera městského farního a katedrálního kostela v Klagenfurtu.

### Manželství a potomstvo
Wolfgang Zikmund se v roce 1721 oženil s Marií Annou hraběnkou z Hohenfeldtu. Z jejich manželství se narodilo několik dětí:
- Wolfgang Josef (1722–1723)
- František Xaver Wolfgang (1723–1796), první kníže z Orsini-Rosenbergu
- Marie Leopoldina (1725)
- Wolfgang Benedikt (1726–1731)
- Marie Aloisie (1728–1790)
- Marie Karolína Josefa (1729–1777)
- Marie Josefa (1730)
- Marie Karolína (1732–1779)
- Wolfgang Filip (1734-1821)